# Bill Johnston
Pour les articles homonymes, voir William Johnston (écrivain) et Johnston.
William (« Little Bill ») Johnston (né le 2 novembre 1894 à San Francisco - décédé le 1er mai 1946 à San Francisco) est un joueur de tennis américain considéré par certains journalistes de tennis de l'époque comme le meilleur joueur du monde ex æquo avec Gerald Patterson en 1919 et avec « Big Bill » Tilden en 1922.
Johnston est membre de lInternational Tennis Hall of Fame depuis 1958.
Il a remporté les Championnats du monde sur terre battue en 1923 en jouant 7 tours en 5 sets comme dans les tournois du Grand Chelem, il bat en finale le champion belge Jean Washer 4-6, 6-2, 6-2, 4-6, 6-3.